# Adalaj
Adalaj is een census town in het district Gandhinagar van de Indiase staat Gujarat. 

## Demografie
Volgens de Indiase volkstelling van 2001 wonen er 9.774 mensen in Adalaj, waarvan 51% mannelijk en 49% vrouwelijk is. De plaats heeft een alfabetiseringsgraad van 5.970 personen. 

## Bezienswaardigheden

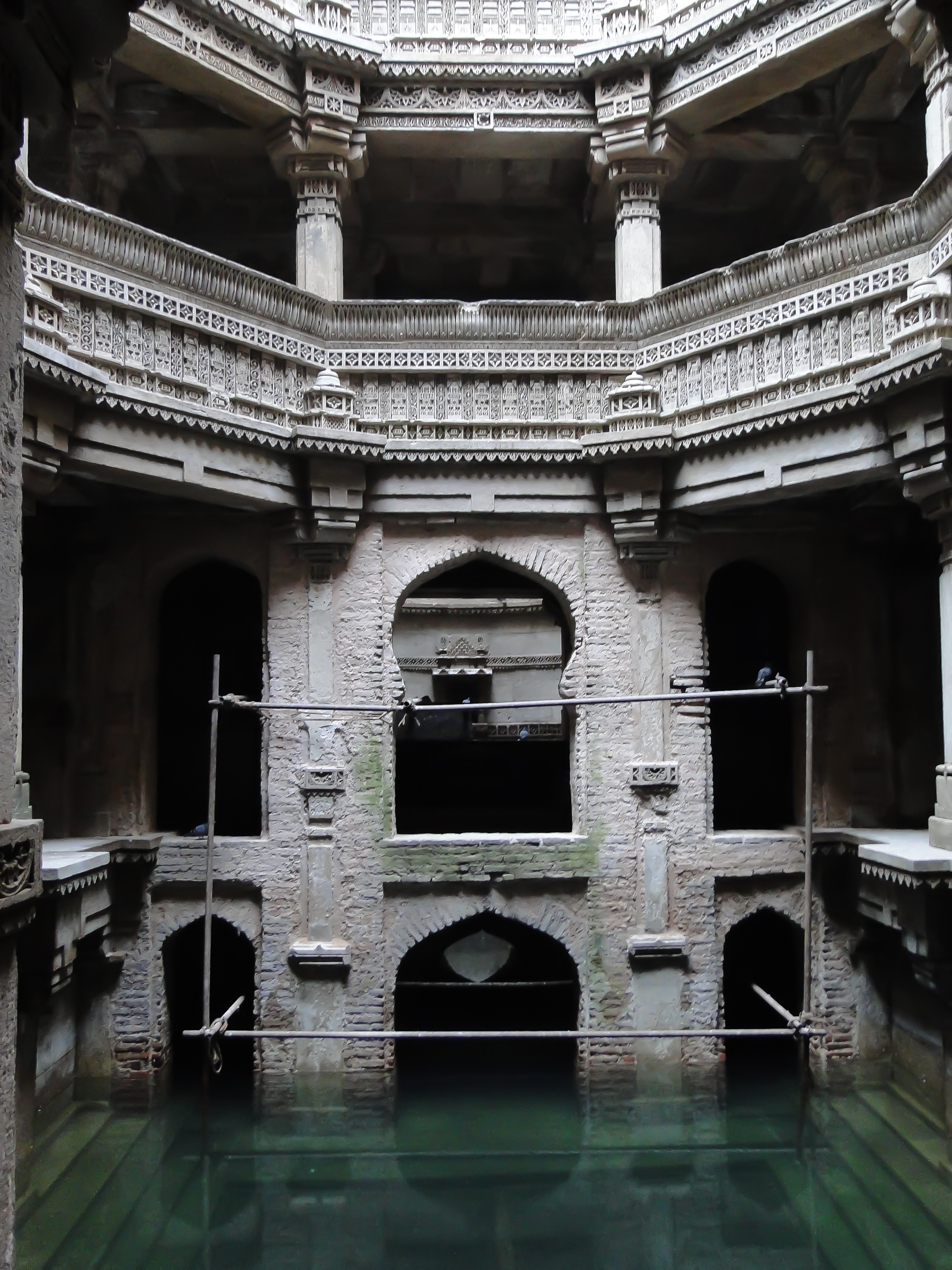
De trappenbron van Adalaj

De trappenbron van Adalaj, een toeristische trekpleister, is een bouwwerk dat diende als bron met meerdere verdiepingen, met rijkelijk versierde pilaren. Het werd gebouwd in 1499.